# 베스티 스쿼트

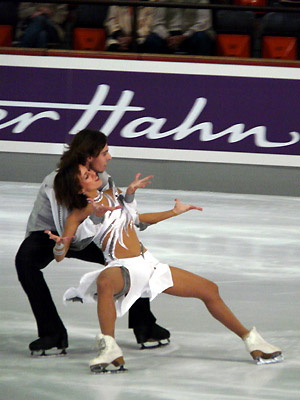

베스티 스쿼트는 피겨 스케이팅의 동작이다. 그것은 스케이트 선수가 빙판에서 두 스케이트와 함께 가장자리를 따라 이동한다는 점에서 스프레드 이글과 유사하다. 발가락은 측면과 서로 마주하고 발 뒤꿈치로 회전한다. 무릎은 빙판에서 몸통을 세운채로 허벅지는 평행을 유지하고 쪼그리는 자세로 바깥쪽으로 구부러진다.
그 동작은 1988년 프리 댄스에서 반복적으로 안드레이 부킨과 함께 그 동작을 실시한 나탈리아 베스테미아노바의 이름을 따서 비공식적으로 명명되었다.

## 참조
1. ↑  1988년 올림픽 타임 매거진[깨진 링크(과거 내용 찾기)]
2. ↑  1988년 올림픽 뉴욕 타임즈

- 피겨 스케이팅 용어 보관됨 2010-12-15 - 웨이백 머신
- 피겨 스케이팅 질문과 답변